# Tajnik (otok)
Tajnik je nenaseljeni otočić u hrvatskom dijelu Jadranskog mora.
Njegova površina iznosi 0,094 km². Dužina obalne crte iznosi 1,34 km.